# Édouard Toudouze
Édouard Toudouze (n. 24 iulie 1848, Paris, Île-de-France, Franța – d. 14 martie 1907, Quartier des Batignolles⁠(d), Île-de-France, Franța) a fost un pictor, ilustrator și artist decorativ francez.

## Biografie
Toudouze s-a născut într-o familie realizată din punct de vedere artistic. Tatăl său, Auguste Gabriel Toudouze, a fost arhitect și gravor. Mama sa, Adèle-Anaïs Colin⁠(d) (1822-1899), o ilustratoare binecunoscută, a fost fiica lui Alexandre-Marie Colin⁠(d) și descendentă a lui Jean-Baptiste Greuze⁠(d).  În plus, mătușa sa a fost ilustratoarea Héloïse Colin Leloir, unchiul său pictorul Auguste Leloir, iar verii săi ilustratorii Maurice Leloir⁠(d) și Alexandre-Louis Leloir⁠(d). Sora sa Isabelle Toudouze (1850-1907) a fost, de asemenea, pictoriță, iar fratele său Gustave Toudouze a fost un romancier.
După ce a studiat la Collège Sainte-Barbe din Paris, a fost ucenicul lui Isidore Pils. După scurte studii la École des Beaux Arts, a debutat la Salon⁠(d) în 1867. Patru ani mai târziu, după ce a luptat în războiul franco-prusac, a primit Prix de Rome în pictură pentru lucrarea sa, Oedip orb.
Deși este cunoscut pentru temele sale mitologice și istorice, lucrările sale sunt în mare parte în stilul genului. De regulă, el tindea să evite implicarea în certurile care înfruntau academismul cu impresionismul.
A primit o medalie de aur la Exposition Universelle (1889) și a fost numit cavaler al Légion d'Honneur în 1892. A devenit ofițer al acelui ordin în 1903. Un număr mare de picturi ale sale au fost achiziționate de guvern pentru muzee de stat.
Pe lângă picturile sale, a realizat lucrări decorative la Opéra-Comique⁠(d) (o scenă din Jeu de Robin et Marion⁠(d) ). De asemenea, a produs un set de modele care descriu istoria Bretaniei, care au fost transformate în tapiserii la Manufacture des Gobelins. Tapiseriile au fost expuse la Palais du Parlement de Bretagne până în 1994, când au fost mutate într-un muzeu, pentru conservare.
Ilustrațiile sale de carte au inclus lucrări de Sir Walter Scott, Théophile Gautier, Prosper Mérimée și numeroase volume din Comedia Umană⁠(d) de Honoré de Balzac .

## Lucrări alese

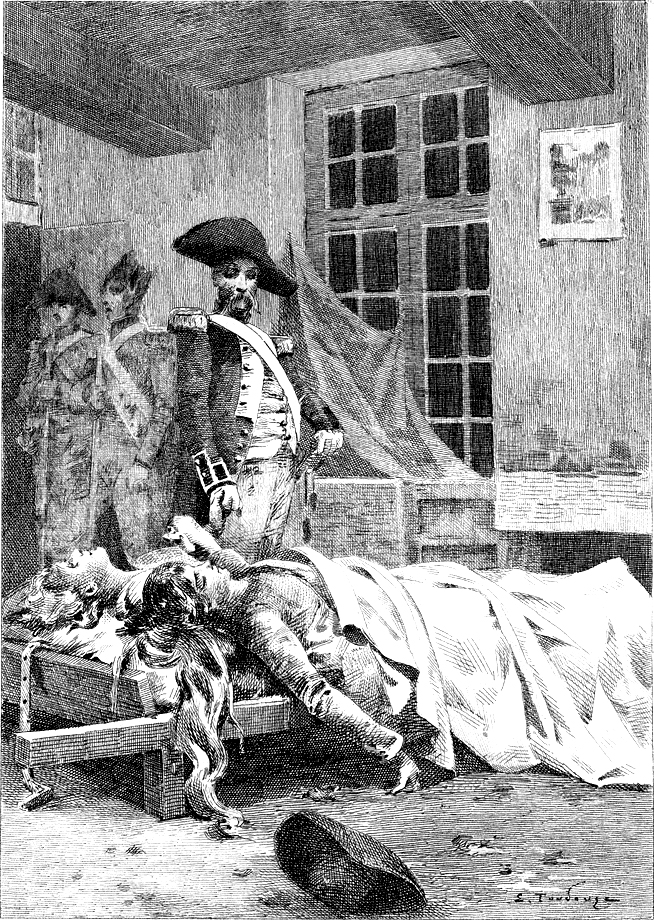
Ilustrație din Șuanii
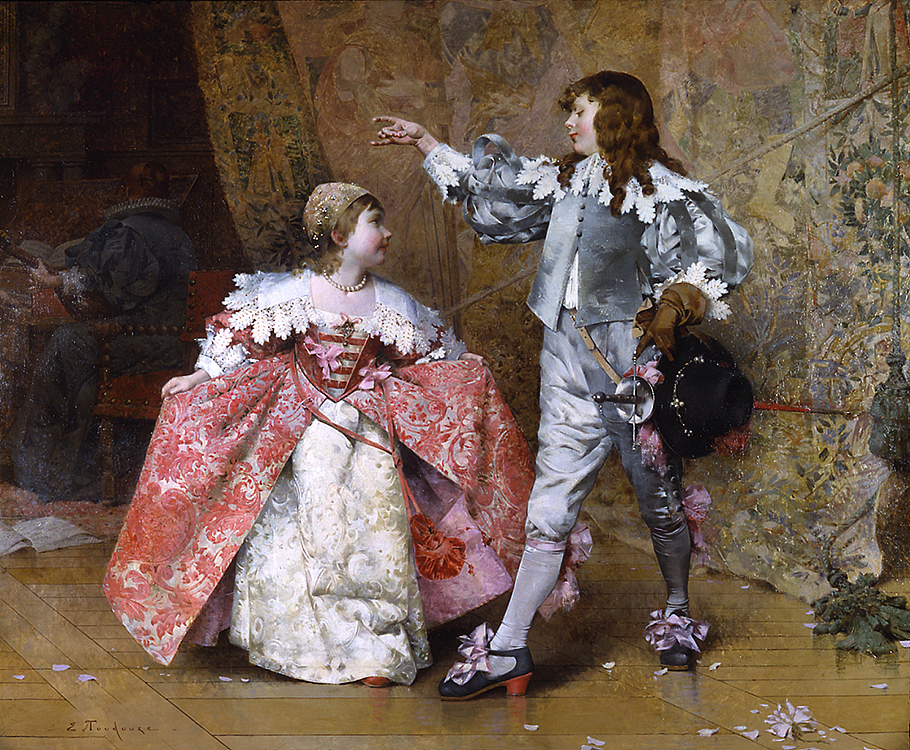
Primul dans
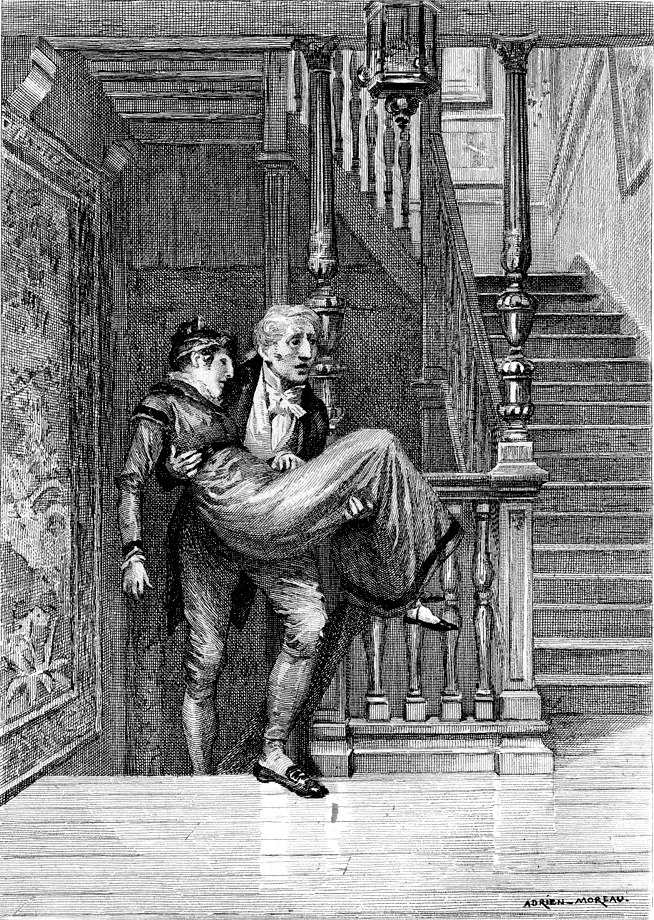
Ilustrație din În căutarea absolutului
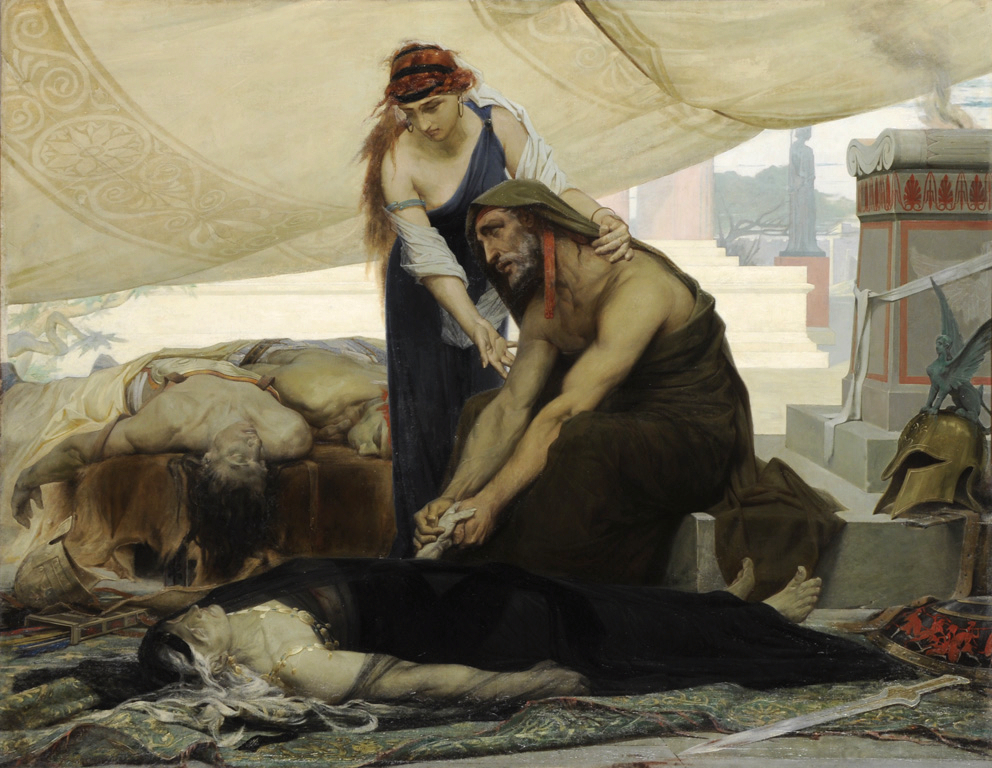
Oedip orb